# جيم لوف
جيم لوف (22 أبريل 1955 في المملكة المتحدة - ) (بالإنجليزية: Jim Love)‏ هو لاعب كريكت بريطاني.

## وصلات خارجية
- جيم لوف على موقع إي آس بي آن كريك إنفو (الإنجليزية)